# Капрарола
Капрарола (итал. Caprarola) је насеље у Италији у округу Витербо, региону Лацио.
Према процени из 2011. у насељу је живело 4083 становника. Насеље се налази на надморској висини од 482 м.

## Становништво
Према резултатима пописа становништва 2011. у општини је живело 5.345 становника.
| 1936. | 1951. | 1961. | 1971. | 1981. | 1991. | 2001. | 2011. |
| ----- | ----- | ----- | ----- | ----- | ----- | ----- | ----- |
| 5.768 | 5.654 | 5.209 | 4.657 | 4.780 | 4.913 | 5.197 | 5.345 |

## филмографија
- ТВ серије Medici:Masters of Florence.[4]